# Социальный аутсорсинг
Социальный аутсорсинг — передача социальными учреждениями на постоянной основе внешним исполнителям тех или иных своих функций, включая предоставление социальных услуг.

## Описание
На практике причиной обращения к внешним компаниям могут являться: высокий уровень неэффективных расходов, неоптимизированная  система  управления, низкий уровень доходов учреждений социальной сферы и так далее. 
В условиях конкуренции аутсорсинговые социальные услуги, оказываемые частными организациями, часто в несколько раз превосходят по качеству соответствующие услуги, оказываемые государственными учреждениями.
В России исследователи обращают внимание на полезность аутсорсинга для оказания муниципальных услуг. Социальный аутсорсинг может привести к тому, что функции муниципалитета могут быть сведены только к «организации  контроля  за  качеством  предоставления  внешними  исполнителями  муниципальных  услуг» и для анализа «результатов указанной деятельности». Для развития практики применения социального аутсорсинга в муниципальном управлении предлагается внедрять частно-государственные партнёрства; поддерживать конкуренцию среди организаций, оказывающих аутсорсинговые услуги, в том числе путём стимулирования создания новых некоммерческих организаций; шире использовать многофункциональные центры в удалённых поселениях.